# Ooctonus notatus
Ooctonus notatus är en stekelart som beskrevs av Walker 1846. Ooctonus notatus ingår i släktet Ooctonus och familjen dvärgsteklar. Arten är reproducerande i Sverige. Inga underarter finns listade i Catalogue of Life.